# 얀 리델보스
얀 리델보스 (Jan Ridderbos, 1879년 11월 24일 - 1960년 7월 4일)는 네덜란드 개혁교회의 목사였으며 1912년부터 캄펜 신학교에서 구약 교수를 하였다. 얀 리델보스는 캄펜신학교의 헤르만 리델보스의 아버지였으며 후에 암스테르담 자유 대학교에서 교수를 하였다. 그는 베르까우어와 함께 많은 영향을 네덜란드에서 주었다.

## 선택한 작품
- The Prophet Isaiah I (Brief explanation of Holy Scripture) (1922), Kampen
- The Prophet Isaiah II (Brief Explanation of the Holy Scriptures) (1926), Kampen
- I Psalms (Commentary on the Old Testament) (1955), Kampen
- The Psalms II (Commentary on the Old Testament) (1958), Kampen